# Холм Лясоты
Холм Лясо́ты или Гора святого Бенедикта (пол. Lasoty) — холм в системе холмистой возвышенности Кшемёнки-Подгурские в Кракове, Польша. Холм находится в краковском административном районе Дзельница XIII Подгуже на правом берегу Вислы.

## История
На вершине холма Лясоты находится Курган Крака, точная дата сооружения и предназначение которого неизвестны. В средние века холм находился в собственности шляхетского рода скандинавского происхождения Адванец. В это время холм упоминается в хрониках как «Lassote castellanus Cracovie».
На переломе X и XI веков на холме Лясоты находилась ротонда в романском стиле. В XII веке на её фундаменте была построена церковь святого Бенедикта. В 1856 году недалеко от церкви был построен Форт 31 «Бенедикт», входящий в оборонительную систему Краковской крепости.
На юго-восточном склоне холма находится Старое подгурское кладбище, заложенное в XVIII веке.
Во время Второй мировой войны вдоль северного склона холма проходила граница Краковского гетто.
На вершине холма находится площадь, сформированная в начале XX века во время строительства элитного посёлка. С 1923 по 1953 года площадь носила название «Площадь Лясоты», с 1953 по 1991 год — «Площадь Александра Костки-Наперского», а затем ей было возвращено прежнее название.
Ежегодно на вершине холма проходит краковский народный праздник «Ренкавка», связанный с Курганом Крака. Праздник отмечается во вторник после Пасхи.
На дорожном ограждении улицы Силезских повстанцев, проходящей вдоль подпорной стены холма, в 2007 году были нарисованы граффити «Silva Rerum», представляющие историю Кракова.